# Lekë Zaharia
Lekë Zaharia, död 1447, var en albansk adelsman och en av grundarna av Lezhaförbundet. Han var herre över Sati och Vau i Dejës.